# 童貞文豪
『童貞文豪』（どうていぶんごう）は、大塚ヨウコによる日本の漫画。コミックスマートが運営するウェブコミック配信サイト『GANMA!』で、2018年8月15日から2020年9月2日まで毎週水曜日更新で連載された。大正時代を舞台に童貞小説家の日常を描くギャグ漫画で基本的に1話完結形式。当初は短期連載の予定であった。

## あらすじ
時は大正時代。25歳の小説家・駒形誠士郎は理想主義文学を掲げ、徹底的に自分を美化した作品を発表して当時の文壇の人気を得ていた。しかしながら誠士郎は自我の肥大化と大言壮語ゆえに友達も少なく恋人もおらず、世間の印象と反して未だに童貞であった。世間に童貞であることを隠し、文学界の覇者を自称する誠士郎は童貞ゆえの苦悩する日々を送る。

## 登場人物
駒形誠士郎（こまがた せいしろう）
本作主人公である理想主義文学を掲げる小説家。25歳。童貞。
女性にもてたい一心で安宅川星雨に弟子入りして小説家となった。常に理想の自分を妄想しながら小説を書いており、処女作「暁光」を上梓して文壇の人気を得た。一方で、自身を文学界の覇者と豪語し、自我の肥大化と大言壮語ゆえに友達も少なく恋人もおらず、世間の印象に反して童貞である。また大言壮語が災いして憲兵隊にマークされている。
小太郎（こたろう）
誠士郎の家に下宿する書生。学生。18歳。童貞。
家事などを何でもやるために誠士郎の家は女中いらずとなっている。
三崎潤平（みさき じゅんぺい）
誠士郎の兄弟子にあたる耽美派小説家。27歳。誠士郎や小太郎を振り回す言動が少なくない。
安宅川星雨（あたけがわ せいう）
故人。ロマン主義文学の小説家。誠士郎の師匠。享年55。生前、誠士郎にとって役に立たない教えを少なからず残している。
嘉原中次（かはら ちゅうじ）
新人の詩人。20歳。童貞を天才の条件と考えている。
榎本栄（えのもと えい）
安宅川の愛人。ドリームクラッシャーな発言が多い。
白峰新月（しらみね しんげつ）
自然主義文学の小説家で誠士郎の好敵手。24歳。童貞。女運が悪い。
安城あや子（あんじょう あやこ）
誠士郎の近所に住む女学生。誠士郎のファンである女学生の道案内をして以降、お菓子目当てで駒形邸に出入りするようになる。
越谷瞳子（こしがや とうこ）
女流作家。少女雑誌に寄稿した作品が縁で誠士郎と知り合う。

## 単行本
単行本はKADOKAWAより既刊1巻が刊行されたほか、2020年9月2日から10月18日までの期間にクラウドファンディングによる第一部の全話書籍化プロジェクトが行われ、数量および支援者限定で単行本全4巻が刊行された

## 書誌情報
- 大塚ヨウコ 『童貞文豪』KADOKAWA、既刊1巻（2019年3月5日現在）
  1. 2019年3月5日発売、ISBN 978-4-04-065602-1